# Gagaga Bunko
Gagaga Bunko (ガガガ文庫 (Gagaga Văn Khố)) là một ấn hiệu xuất bản light novel của nhà xuất bản Shogakukan. Nó được thành lập vào tháng 5 năm 2007. Ấn hiệu này phát hành các light novel nhắm đến đối tượng là độc giả nam. Một ấn hiệu liên quan đến nó là Lululu Bunko, xuất bản light novel dành cho đối tượng nữ giới. Tháng 5 năm 2008, Shogakukan giới thiệu một ấn hiệu riêng mang tên Gagaga Bunko R (còn gọi là Gagaga Bunko Revival), các tác phẩm từ ấn hiệu bị giải thể Super Quest Bunko đều được ấn hiệu này tái bản lại.

## Tác phẩm được xuất bản

### A
| Tựa đề                                                                              | Tác giả      | Minh họa      | Số tập |
| ----------------------------------------------------------------------------------- | ------------ | ------------- | ------ |
| Asobi no Jikan                                                                      | Motōka Tōsei | Kuinji 51-gou | 1      |
| AURA – Cuộc chiến cuối cùng của Maryuuin Kouga (AURA: Maryūinkōga Saigo no Tatakai) | Romeo Tanaka | Mebae         | 1      |

### B
| Tựa đề                 | Tác giả      | Minh họa                                   | Số tập |
| ---------------------- | ------------ | ------------------------------------------ | ------ |
| Black Lagoon           | Gen Urobuchi | Rei Hiroe                                  | 1      |
| Bokura no: Alternative | Renji Ōki    | Mohiro Kitoh                               | 5      |
| Busou Shinki           | Boncho Kuga  | Kyōko Kametani, Teruko Arai, Yukie Akitani | 3      |

### C
| Tựa đề                                                             | Tác giả         | Minh họa     | Số tập |
| ------------------------------------------------------------------ | --------------- | ------------ | ------ |
| Cậu có một lỗ hổng chí mạng (Kimi to wa Chimeiteki na Zure ga aru) | Kakeya Akatsuki | Akira Banpai | 1      |
| Chishio no Iro ni Saku Hana wa                                     | Suzume Kirisaki | Refeia       | 1      |
| Chōsō - Mada Ningen ja nai                                         | Enami Mitsunori | Jun Kumaori  | 2      |
| Code-E                                                             | Ichirō Sakaki   | Kōji Ogata   | 1      |
| Cop Craft - Dragnet Mirage Reloaded                                | Shouji Gatou    | Range Murata | 4      |
| Crown Flint                                                        | Yasuaki Mikami  | Keiichi Sumi | 4      |

### D
| Tựa đề           | Tác giả          | Minh họa       | Số tập |
| ---------------- | ---------------- | -------------- | ------ |
| Dat Revenge      | Hideaki          | ky             | 1      |
| Datsuiden        | Hisa Ōtani       | Tomoe Sasamori | 2      |
| Dorobō no Meijin | Mitsuru Nakazato | Shimeko        | 1      |

### E
| Tựa đề       | Tác giả        | Minh họa           | Số tập |
| ------------ | -------------- | ------------------ | ------ |
| Eisen Flügel | Gen Urobuchi   | Chūō Higashiguchi  | 2      |
| Evolution    | Ryo Suzukaze   | Kazuyuki Yoshizumi | 2      |
| Exorsister   | Yasuaki Mikami | Mimori Mizusawa    | 6      |

### F
| Tựa đề                       | Tác giả        | Minh họa                       | Số tập |
| ---------------------------- | -------------- | ------------------------------ | ------ |
| Freedom: Footmark Days       | Kō Furukawa    | Daisuke Sajiki, Yoshihiro Sono | 3      |
| Fusen Muteki no Virgin Knife | Kisetsu Morita | Niito                          | 2      |

### G
| Tựa đề             | Tác giả         | Minh họa    | Số tập |
| ------------------ | --------------- | ----------- | ------ |
| Gakuen Kageki!     | Susumu Yamakawa | Yoshi Wo    | 6      |
| Geinin Destination | Mukai Tenshin   | Kin no Tama | 1      |
| Gishin Renshin     | Maruyama Hideto | ATARU       | 1      |
| GJ-bu              | Shin Araki      | Aruya       | 10     |
| GJ-bu Chūtō-bu     | Shin Araki      | Aruya       | 8      |

### H
| Tựa đề                            | Tác giả            | Minh họa     | Số tập |
| --------------------------------- | ------------------ | ------------ | ------ |
| Hamlet Syndrome                   | Mitsuhide Kabayama | Miho Takeoka | 1      |
| Hanasakeru Erial Force            | Hikaru Sugii       | Ruroo        | 2      |
| Hare no Hi wa Gakkō wo Yasumitai! | Boncho Kuga        | Kippu        | 1      |
| Hatsukoi Continue                 | Nakahiro           | wingheart    | 2      |
| Hayate no Gotoku!                 | Toshihiko Tsukiji  | Kenjiro Hata | 2      |
| Hazuki Rion no Teikoku            | Ryūsei Shidō       | Ninozen      | 10     |
| Hōkago Idol                       | Hajime Kamoshida   | TNSK         | 1      |

### I
| Tựa đề               | Tác giả          | Minh họa       | Số tập |
| -------------------- | ---------------- | -------------- | ------ |
| Ibara no Majinai-shi | Hisa Ōtani       | Saku Mochiduki | 3      |
| Itaikena Shujin      | Mitsuru Nakazato | Shimeko        | 1      |

### J
| Tựa đề                              | Tác giả         | Minh họa                               | Số tập |
| ----------------------------------- | --------------- | -------------------------------------- | ------ |
| Jinrui wa Suitai Shimashita         | Romeo Tanaka    | Tōru Yamasaki (2007-2011), Sunaho Tobe | 9      |
| Jinsei                              | Ougyo Kawagishi | Meruchi Nanase                         | 8      |
| Joshi Mote na Imōto to Junan na Ore | Natsu Midori    | Gin                                    | 9      |
| Jūmokusō                            | Mitsunori Enami | Jun Kumaori                            | 1      |

### K
| Tựa đề                                        | Tác giả            | Minh họa            | Số tập |
| --------------------------------------------- | ------------------ | ------------------- | ------ |
| Kakuriyo no Mijikai Uta                       | Hachiyo Ōkuwa      | pomodorosa          | 3      |
| Kami Nomi zo Shiru Sekai                      | Mamizu Arisawa     | Tamiki Wakaki       | 1      |
| Kemonogari                                    | Yūichirō Higashide | Hiroki Shinagawa    | 8      |
| Kemono no Kanzume                             | Tasuku Fujihara    | Nidy-2D-            | 1      |
| Kikaijikake no Bloodhound                     | Riu Tsuiheiji      | Maruino             | 1      |
| Kimi ga Boku wo                               | Mitsuru Nakazato   | Ako Yamada          | 4      |
| Kirugumi                                      | Yuu Takeuchi       | Posuka Demizu       | 3      |
| Koi ni Hensuru Overwrite                      | Moguse Kimura      | Suburi              | 1      |
| Koi to Senkyo to Chocolate                    | Yasuaki Mikami     | AIC, Naoto Ayano    | 1      |
| Kōkōsei Maō no Ketsudan                       | Takafumi Mizuguchi | Tetsuhiro Nabeshima | 2      |
| Kōshite Kare wa Okujō wo Moyasu Koto ni Shita | Kamitsuki Rainy    | Juu Ayakura         | 1      |
| Kowareta Hitobito                             | Suginari Takaoka   | Mofu                | 1      |
| Kukuru Kuru                                   | Hajime Ninomae     | Megane Otomo        | 1      |
| Kyūei Sentai Mizugies                         | Kou Maisaka        | Kurogin             | 3      |

### L
| Tựa đề               | Tác giả        | Minh họa       | Số tập |
| -------------------- | -------------- | -------------- | ------ |
| Leviathan Sweetheart | Koroku Inumura | Kenji Akahoshi | 4      |

### M
| Tựa đề                           | Tác giả         | Minh họa   | Số tập |
| -------------------------------- | --------------- | ---------- | ------ |
| Majo wa Sekai ni Kowareru        | Kimito Kogi     | Soto       | 2      |
| Maō ga Yachin wo Haratte Kurenai | Hiro Itou       | Sakana     | 7      |
| Maou-ppoi no!                    | Gengorou Harada | nyanya     | 4      |
| Mori no Majuu ni Hanataba wo     | Kimito Kogi     | Soto       | 1      |
| Musakui Chūshutsu Renai Yuugi    | Kei Mizuichi    | Houju Kujo | 1      |

### N
| Tựa đề                                       | Tác giả           | Minh họa     | Số tập |
| -------------------------------------------- | ----------------- | ------------ | ------ |
| Natsu no Owari to Reset Kanojo               | Yoshitaka Sakaida | Ryō Ueda     | 1      |
| The Neighbor Plays the Piano Around Midnight | Boncho Kuga       | Eiri Iwamoto | 2      |
| Nonomeme, Heartbreak                         | Eiichi Konomura   | Ryutetsu     | 3      |

### O
| Tựa đề                          | Tác giả         | Minh họa     | Số tập |
| ------------------------------- | --------------- | ------------ | ------ |
| Of The Dead Maniax              | Renji Ooki      | Saitom       | 1      |
| Ōkami Kakushi Miyako Wasure-hen | Ryō Masaki      | Eri Natsume  | 1      |
| Ore ga Ikiru Raison d'etre      | Kakeya Akatsuki | Shirabi      | 5      |
| Ore, Twintail ni Narimasu.      | Yume Mizusawa   | Ayumu Kasuga | 6      |

### P
| Tựa đề             | Tác giả         | Minh họa       | Số tập |
| ------------------ | --------------- | -------------- | ------ |
| Pale Rider         | Enami Mitsunori | Bancha Shibano | 1      |
| Parasite Girl Sana | Izumo Sunagi    | Lunalia        | 5      |
| Punishment         | Enami Mitsunori | Hiroyuki Kaidō | 1      |
| Puppet Master      | Washiti Saime   | Manyako        | 1      |

### R
| Tựa đề                    | Tác giả     | Minh họa         | Số tập |
| ------------------------- | ----------- | ---------------- | ------ |
| RideBack - Cannonball Run | Boncho Kuga | Tetsurō Kasahara | 1      |
| RIGHT×LIGHT               | Tsukasa     | Konoe Ototsugu   | 12     |
| RIGHT∞LIGHT               | Tsukasa     | Konoe Ototsugu   | 4      |

### S
| Tựa đề                                                      | Tác giả          | Minh họa        | Số tập |
| ----------------------------------------------------------- | ---------------- | --------------- | ------ |
| Saredo Tsumibito wa Ryuu to Odoru - Dances with the Dragons | Asai Labo        | Miyagi          | 13     |
| Sasami-san@Ganbaranai                                       | Akira            | Hidari          | 11     |
| Satsuriku no Matrix Edge                                    | Hikaru Sakurai   | Sumihei         | 2      |
| Seiyū Unit Hajimemashita                                    | Tasuku Fujihara  | Nemunemu        | 1      |
| Sex Battle Royal                                            | Kurono Shirato   | Saki Hina       | 1      |
| Shakunetsu no Kobayakawa-san                                | Romeo Tanaka     | Nishimura       | 1      |
| Shimoneta to Iu Gainen ga Sonzai Shinai Taikutsu na Sekai   | Hirotaka Akagi   | Eito Shimotsuki | 7      |
| Shinki Shōjo wa Koi wo Suru ka?                             | Fuminori Teshima | Buta Tetsu      | 2      |
| Sora Shiranu Niji no Kaihōku                                | Hideaki          | Ryuuichi Ayaka  | 2      |
| Sono Hi Kare ha Shinazu ni Sumu ka?                         | Kimito Kogi      | Ryo Ueda        | 1      |
| Strange Voice                                               | Enami Mitsunori  | Riku            | 1      |
| Super Robot-ko Tetsujin 23-gou                              | Kou Maisaka      | Gorobots        | 1      |

### T
| Tựa đề                                                      | Tác giả           | Minh họa          | Số tập |
| ----------------------------------------------------------- | ----------------- | ----------------- | ------ |
| Tasogare Sekai no Zettai Tōsō                               | Motooka Tousei    | Yuugen            | 2      |
| Tengen Toppa Gurren Lagann                                  | Kurasumi Sunayama | Hiroki Shinagawa  | 4      |
| Tenmō Enjō Kagutsuchi                                       | Izumo Sunagi      | Artumph           | 1      |
| Toaru Hikūshi e no Koiuta                                   | Koroku Inumura    | Haruyuki Morisawa | 5      |
| Toaru Hikūshi e no Seiyaku                                  | Koroku Inumura    | Haruyuki Morisawa | 6      |
| Toaru Hikūshi e no Tsuioku                                  | Koroku Inumura    | Haruyuki Morisawa | 1      |
| Toaru Hikūshi e no Yasōkyoku                                | Koroku Inumura    | Haruyuki Morisawa | 2      |
| Tobenai Chō to Sora no Shachi: Ao no Kanata Yori Saihate he | Fuminori Teshima  | Saki Ukai         | 3      |
| Tobenai Chō to Sora no Shachi: Tayutau Shima no Yūbinbako   | Fuminori Teshima  | Saki Ukai         | 3      |

### W
| Tựa đề                  | Tác giả     | Minh họa    | Số tập |
| ----------------------- | ----------- | ----------- | ------ |
| World's End Girl Friend | Kou Arakawa | Jun Kumaori | 1      |

### Y
| Tựa đề                                            | Tác giả         | Minh họa       | Số tập |
| ------------------------------------------------- | --------------- | -------------- | ------ |
| Yahari Ore no Seishun Rabu Kome wa Machigatteiru. | Wataru Watari   | Ponkan8        | 9      |
| Yamashii Game no Tsukurikata                      | Kou Arakawa     | nauribon       | 2      |
| Yu-Shiki                                          | Hajime Ninomae  | Wakaba         | 1      |
| Yūutsu na Villains                                | Kamitsuki Rainy | Daisuke Kimura | 5      |

### Z
| Tựa đề                                              | Tác giả       | Minh họa       | Số tập |
| --------------------------------------------------- | ------------- | -------------- | ------ |
| Zaito BxB                                           | Hisa Ootani   | pun2           | 1      |
| Zettai Karen Children the Novels "B.A.B.E.L. Hōkai" | Gakuto Mikumo | Takashi Shiina | 1      |